# Coppa Intercontinentale 2023 (hockey su pista)
La Coppa Intercontinentale 2023 è stata la 20ª edizione dell'omonima competizione di hockey su pista riservata alle squadre di club. Il torneo ha avuto luogo il 17 giugno 2023. Il trofeo è stato vinto dal Trissino per la prima volta nella sua storia.

## Squadre partecipanti
| Nazione    | Club     | Qualificazione                    | Partecipazioni precedenti (il grassetto indica la vittoria) |
| ---------- | -------- | --------------------------------- | ----------------------------------------------------------- |
| Italia     | Trissino | Detentore dell'Eurolega 2021-2022 | Esordiente                                                  |
| Portogallo | Valongo  | Finalista dell'Eurolega 2021-2022 | Esordiente                                                  |

## Risultati
| Valongo 17 giugno 2023 Finale unica | Trissino | 3 – 3 (d.t.s.) | Valongo | Pavilhão Municipal |